# Finale della Coppa UEFA 1999-2000
La finale della 29ª edizione della Coppa UEFA si è disputata il 17 maggio 2000 al Parken Stadium di Copenaghen, tra i turchi del Galatasaray e gli inglesi dell'Arsenal.
L'incontro, arbitrato dallo spagnolo Antonio López Nieto, ha visto la vittoria dei turchi che si sono imposti per 4-1 ai calci di rigore sugli inglesi, dopo che i tempi supplementari si erano conclusi a reti inviolate, conquistando il trofeo per la prima volta in assoluto. Il Galatasaray ha così ottenuto il diritto di affrontare i vincitori della UEFA Champions League 1999-2000, gli spagnoli del Real Madrid, nella Supercoppa UEFA 2000.

## Le squadre
| Squadre     | Partecipazioni precedenti (il grassetto indica la vittoria) |
| ----------- | ----------------------------------------------------------- |
| Galatasaray | Nessuna                                                     |
| Arsenal     | Nessuna                                                     |

## Il cammino verso la finale
Il Galatasaray di Fatih Terim, proveniente dalla Champions League, ha esordito ai sedicesimi contro gli italiani del Bologna, vincendo in Turchia 2-1 dopo aver pareggiato 1-1 al Dall'Ara. Agli ottavi di finale i tedeschi del Borussia Dortmund sono stati sconfitti in casa 2-0, mentre il ritorno si è concluso a reti inviolate. Ai quarti i CimBom hanno affrontato gli spagnoli del Maiorca battendoli sia all'andata che al ritorno, rispettivamente coi risultati di 4-1 e 2-1. In semifinale gli inglesi del Leeds Utd si sono arresi con un risultato complessivo di 4-2. Per i turchi si tratta della prima finale in questa competizione, nonché la prima in assoluto a livello europeo, diventando inoltre il primo club turco a raggiungere l'atto conclusivo di una coppa continentale.
L'Arsenal di Arsène Wenger, anch'esso proveniente dalla fase a gironi di Champions, ha iniziato il cammino in UEFA contro i francesi del Nantes, vincendo 3-0 in casa e pareggiando con un rocambolesco 3-3 in Francia. Agli ottavi gli spagnoli del Deportivo La Coruña sono stati sconfitti ad Highbury con un sonoro 5-1 che ha di fatto reso inutile la vittoria per 2-1 al Riazor. Ai quarti di finale i Gunners hanno affrontato i tedeschi del Werder Brema, vincendo con un risultato complessivo di 6-2. In semifinale è toccato ancora una volta a una squadra francese, il Lens, farsi da parte ed essere eliminata dai londinesi (3-1 tra andata e ritorno). Per gli inglesi si tratta della prima finale in questa competizione e della sesta in assoluto a livello europeo.

### Tabella riassuntiva del percorso

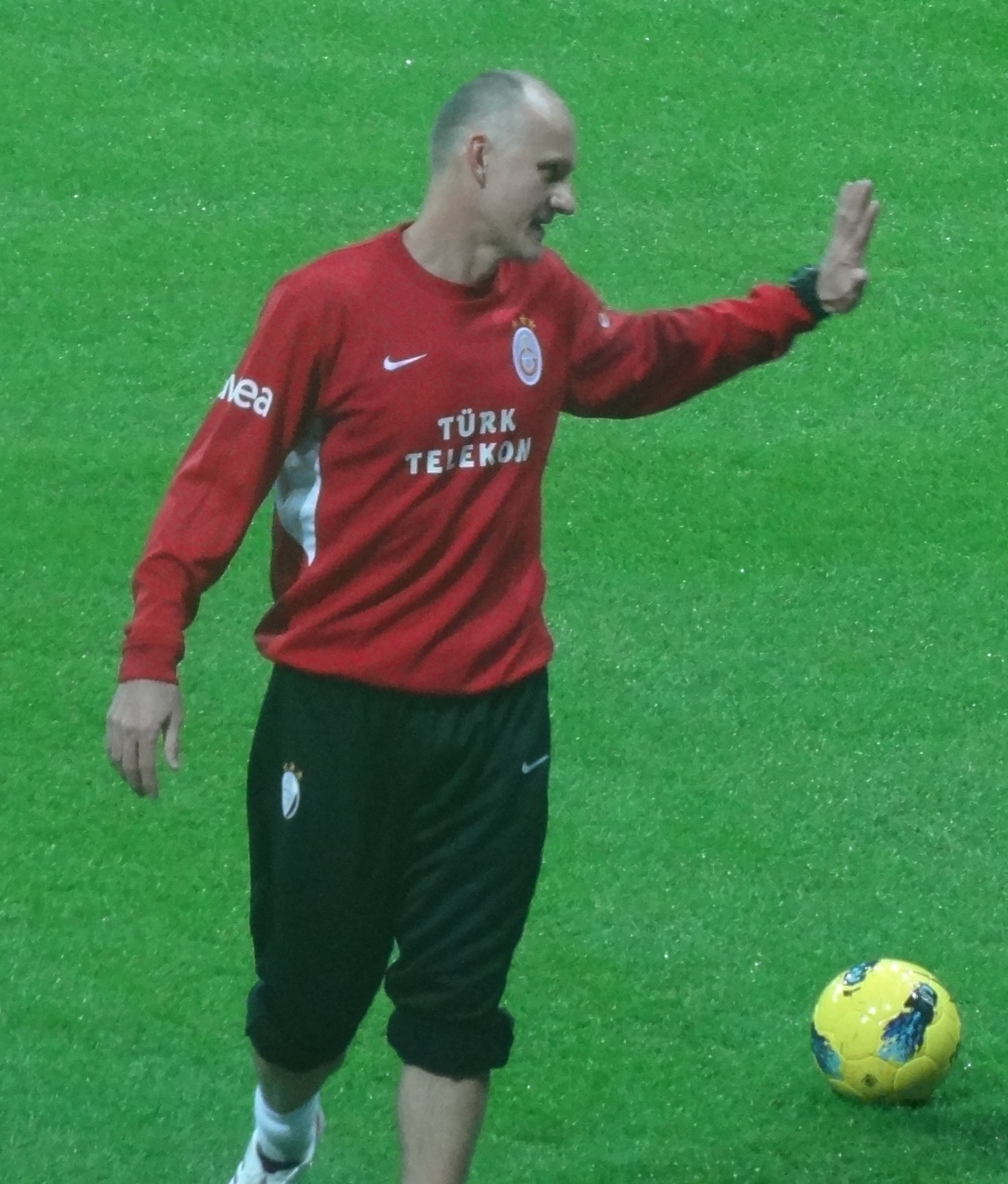
Taffarel in fase di riscaldamento, sarà decisivo per la vittoria ai rigori del Galatasaray e sarà eletto miglior giocatore della partita

Note: In ogni risultato sottostante, il punteggio della finalista è menzionato per primo. (C: Casa; T: Trasferta)
| Squadra        | Pt | G |
| -------------- | -- | - |
| Chelsea        | 11 | 6 |
| Hertha Berlino | 8  | 6 |
| Galatasaray    | 7  | 6 |
| Milan          | 6  | 6 |

| Squadra    | Pt | G |
| ---------- | -- | - |
| Barcellona | 14 | 6 |
| Fiorentina | 9  | 6 |
| Arsenal    | 8  | 6 |
| AIK        | 1  | 6 |

## La partita
A Copenaghen va in scena la finale tra il Galatasaray, alla prima finale europea e imbattuto in UEFA, e l'Arsenal, che torna nello stadio della vittoriosa finale di Coppa delle Coppe. La partita è purtroppo caratterizzata dai violenti scontri tra hooligan scoppiati nella capitale danese, che fanno seguito a quelli occorsi a Istanbul durante la semifinale tra Galatasaray e Leeds, in cui hanno perso la vita due supporter inglesi. Alla fine si conteranno 52 arresti e 17 feriti di cui 4 gravi. Sul campo, invece, la partita fatica a decollare e c'è molto nervosismo in campo, complice anche la situazione che si sta verificando tra i sostenitori. A inizio ripresa i Gunners vanno vicini al vantaggio colpendo un palo, ma nel corso della seconda frazione i portieri non vengono quasi mai chiamati in causa e si va ai tempi supplementari. Con lo spettro del golden gol e con l'espulsione di Gheorghe Hagi, il Galatasaray si chiude in difesa facendo esaltare i riflessi del campione del mondo Cláudio Taffarel. Ai rigori i turchi sono impeccabili con quattro realizzazioni, mentre per i londinesi sbagliano Davor Šuker e Patrick Vieira facendo vincere per la prima volta nella storia una coppa europea a un club turco.

## Tabellino
| Arbitro: | Antonio López Nieto |

|                          |                      |                      |
| Ergün Şükür Ümit Popescu | Tiri di rigore 4 – 1 | Šuker Parlour Vieira |

| Galatasaray | Arsenal |

|              |    |                  |      |     |
|              |    |                  |      |     |
| POR          | 1  | Taffarel         |      |     |
| DIF          | 35 | Capone           | 71’  |     |
| DIF          | 3  | Bülent Korkmaz   | 18’  |     |
| DIF          | 4  | Gheorghe Popescu |      |     |
| DIF          | 67 | Ergün Penbe      |      |     |
| CEN          | 22 | Ümit Davala      |      |     |
| CEN          | 8  | Suat Kaya        |      | 95’ |
| CEN          | 10 | Gheorghe Hagi    | 94’  |     |
| CEN          | 7  | Okan Buruk       | 12’  | 83’ |
| ATT          | 6  | Arif Erdem       | 48’  | 95’ |
| ATT          | 9  | Hakan Şükür      |      |     |
| Substitutes: |    |                  |      |     |
| DIF          | 33 | Hakan Ünsal      |      | 83’ |
| ATT          | 16 | Ahmet Yıldırım   |      | 95’ |
| ATT          | 23 | Hasan Şaş        | 118’ | 95’ |
| Allenatore:  |    |                  |      |     |
| Fatih Terim  |    |                  |      |     |

|               |    |                 |     |      |
|               |    |                 |     |      |
| POR           | 1  | David Seaman    |     |      |
| DIF           | 2  | Lee Dixon       |     |      |
| DIF           | 5  | Martin Keown    | 40’ |      |
| DIF           | 6  | Tony Adams      | 94’ |      |
| DIF           | 16 | Sylvinho        |     |      |
| CEN           | 15 | Ray Parlour     |     |      |
| CEN           | 17 | Emmanuel Petit  |     |      |
| CEN           | 4  | Patrick Vieira  | 23’ |      |
| CEN           | 11 | Marc Overmars   |     | 115’ |
| ATT           | 10 | Dennis Bergkamp |     | 75’  |
| ATT           | 14 | Thierry Henry   |     |      |
| Substitutes:  |    |                 |     |      |
| ATT           | 9  | Davor Šuker     |     | 115’ |
| ATT           | 25 | Nwankwo Kanu    |     | 75’  |
| Allenatore:   |    |                 |     |      |
| Arsène Wenger |    |                 |     |      |